# Auslandszulage
Die Auslandszulage ist bei Arbeitsverhältnissen und Dienstverhältnissen eine Zulage, die Arbeitnehmern während der Entsendung ins Ausland zusätzlich zu ihrem regulären Arbeitsentgelt vom Arbeitgeber gezahlt wird.

## Allgemeines
Die Globalisierung hat auch dazu geführt, dass Arbeitsplätze in das Ausland verlagert oder dort durch Unternehmen mit Rechtssitz in Deutschland neu geschaffen werden (als Niederlassung, Filiale, Tochtergesellschaft). Dabei besteht die Wahl, diese ausländischen Arbeitsplätze durch einheimische oder deutsche Beschäftigte zu besetzen. Werden diese Arbeitsplätze durch bisher in Deutschland beschäftigte Arbeitskräfte besetzt, so wird der Arbeitgeber zur Verbesserung der Attraktivität ausländischer Arbeitsplätze für die mit dem Inland vergleichbare Funktion ein höheres Arbeitsentgelt anbieten müssen. Der Unterschied zwischen inländischem und ausländischem Arbeitsentgelt wird Auslandszulage genannt. 
Diese Auslandszulage soll einerseits den besonderen Aufwand des Mitarbeiters für die Lebenshaltung im Ausland (eventuell höheres Preisniveau) und andererseits für den Mitarbeiter eine Arbeitsmotivation sein, sich für einen Aufenthalt außerhalb seines Heimatlandes zu entscheiden.

## Arten
Zu unterscheiden ist zwischen einfachen Auslandszulagen, die als Pauschale für Verpflegungsmehraufwendungen und Übernachtungskosten gezahlt werden und Auslandszulagen im weiteren Sinne. Letztere enthalten einen Kaufkraftausgleich, der Unterschiede zwischen den Lebenshaltungskosten zum Ausland (siehe Kaufkraftparität) ausgleichen soll sowie Mietkosten, Steuerunterschiede und Sozialversicherung berücksichtigen kann. Bestandteile sind zudem eine Mobilitätszulage und/oder eine Härte-Zulage (englisch Hardship), die zusätzliche Arbeitsbelastungen ausgleichen sollen.

## Rechtsfragen
Die Auslandszulage wird in einem spezifischen Entsendevertrag geregelt, der als Bestandteil des Arbeitsvertrages die Arbeitsbedingungen des Auslandsaufenthaltes regelt. Neben der Höhe der Auslandszulage wird insbesondere ihre Beendigung für den Fall der Rückkehr des Mitarbeiters in das Inland vorgesehen. Bei Einsätzen innerhalb der Europäischen Union ist die Tendenz erkennbar, die Auslandszulage nicht mehr zu gewähren und die EU als Inland zu betrachten.
Im öffentlichen Dienst beinhaltet der seit August 2006 geltende Auslandszuschlag für Beamte, Soldaten und Richter und einen Mietzuschuss, Kaufkraftausgleich und einen Auslandsverwendungszuschlag. Mit dem Auslandszuschlag sollen materieller Mehraufwand sowie allgemeine und dienstortbezogene immaterielle Belastungen der allgemeinen Verwendung im Ausland abgegolten werden (§ 53 Abs. 1 BBesG). Ein Mietzuschuss kann gemäß § 54 Abs. 1 BBesG gewährt werden, ein Kaufkraftausgleich darf auch aus Abschlägen bestehen (§ 55 Abs. 1 BBesG; bei günstigerem Geldwert), und der Auslandsverwendungszuschlag betrifft die Verwendung im Rahmen einer humanitären und unterstützenden Maßnahme (§ 56 BBesG). Davon erfasst werden auch Auslandseinsätze der Bundeswehr. Die sehr detailfreudigen beamtenrechtlichen Vorschriften sind oft Vorbild für die Regelung der Auslandszulage in der Privatwirtschaft.